# Lijst van fabeldieren

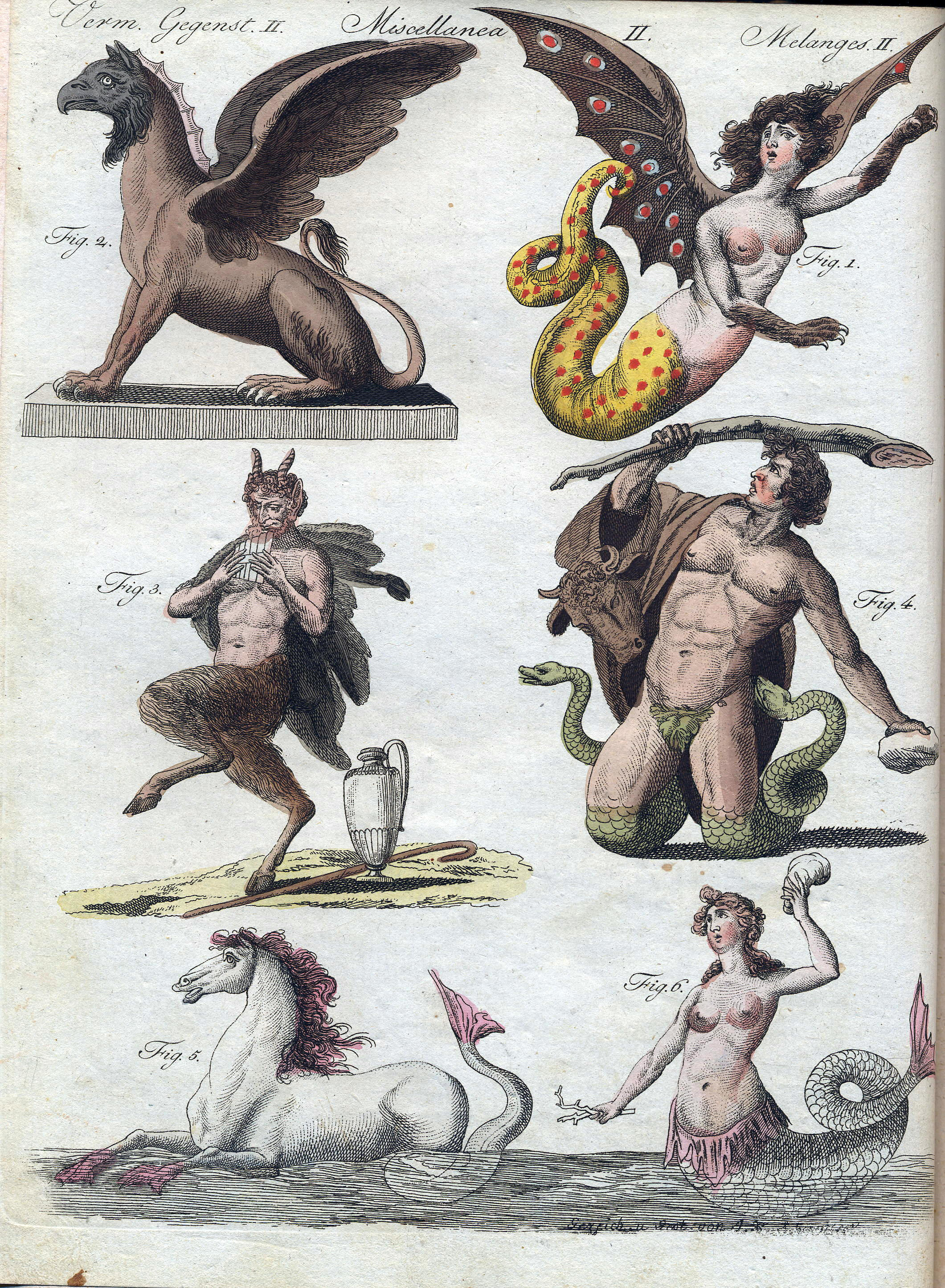
Friedrich Justin Bertuch, Bilderbuch für Kinder, 1806

De lijst van fabeldieren geeft aan welke wezens in de loop van de geschiedenis in de fantasie van de mensheid zijn ontstaan. 
Veel fabeldieren hebben menselijke trekken. Zo kan de sfinx spreken en moeilijke raadsels verzinnen. De weerwolf is een mens die bij tijd en wijle in een wolf verandert.
Sommige van deze wezens zijn door biologen gezocht of op een andere manier bestudeerd, zie cryptozoölogie. Ook naar de missing link, het evolutionair stadium tussen mens en aap, dat tegenwoordig wordt beschouwd als een achterhaald idee en als fabeldier kan worden gezien, is door veel onderzoekers ijverig gezocht. Sommigen zochten naar fossielen (en dachten soms die daadwerkelijk te hebben gevonden), anderen gingen (aangespoord door de talrijke geruchten over de Yeti en de Bigfoot) in afgelegen wildernissen op zoek naar mogelijke nog levende exemplaren.
De namen op onderstaande lijst betreffen allemaal mythische wezens, zowel fictieve dieren als fictieve mensachtigen, die in veel gevallen teruggaan naar zeer oude tijden. Deze wezens spreken tot de verbeelding en komen veel voor in oude literatuur, in sprookjes, legendes, en in de mythologie. Vaak zijn de wezens kwaadaardig of gevaarlijk, en traditioneel worden zij verslagen door een heilige of ridder. 
Vaak zijn de fabeldieren combinaties van andere dieren, of hebben zij een onnatuurlijk aantal lichaamsdelen. Soms zijn ze uitvergrote versies van bestaande dieren, of net tegenpolen. In het verleden geloofden ontdekkingsreizigers en archeologen niet zelden dat delen van onbekende diersoorten afkomstig waren van mystieke wezens, vooral toen de evolutietheorie nog fel onder vuur lag.
Fabeldieren worden beschreven in de vele Bestiaria.

## Fabeldieren uit de traditionele mythologie

### A
- Aitvaras
- Alf
- Alicanto
- Allerion; zie Ilerion

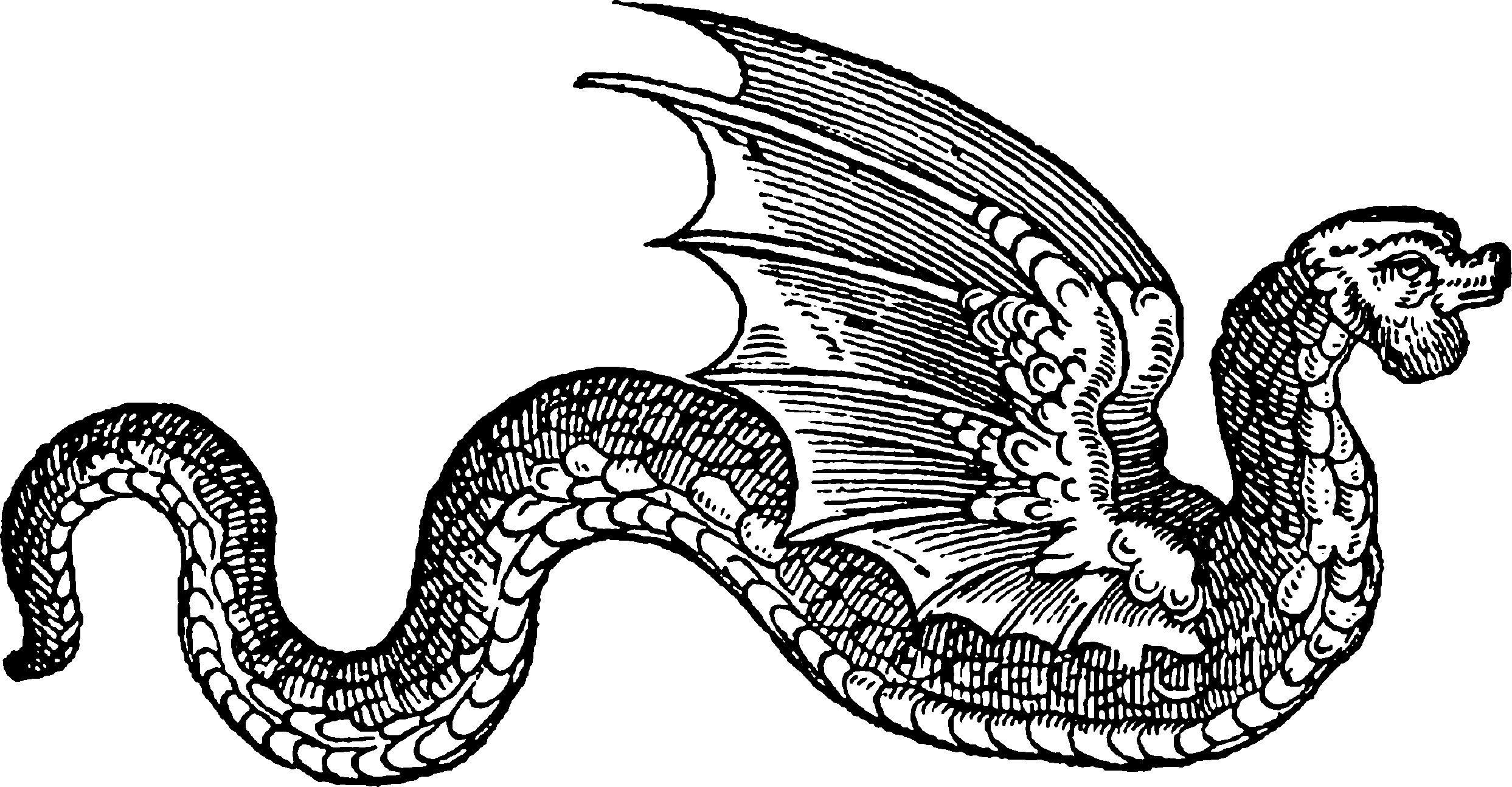
Amphiptere

- Amphiptere of Jaculus (ondersoort van de amphisbaena)
- Amphisbaena
- Ant
- Argus
- Aspidochelone

### B

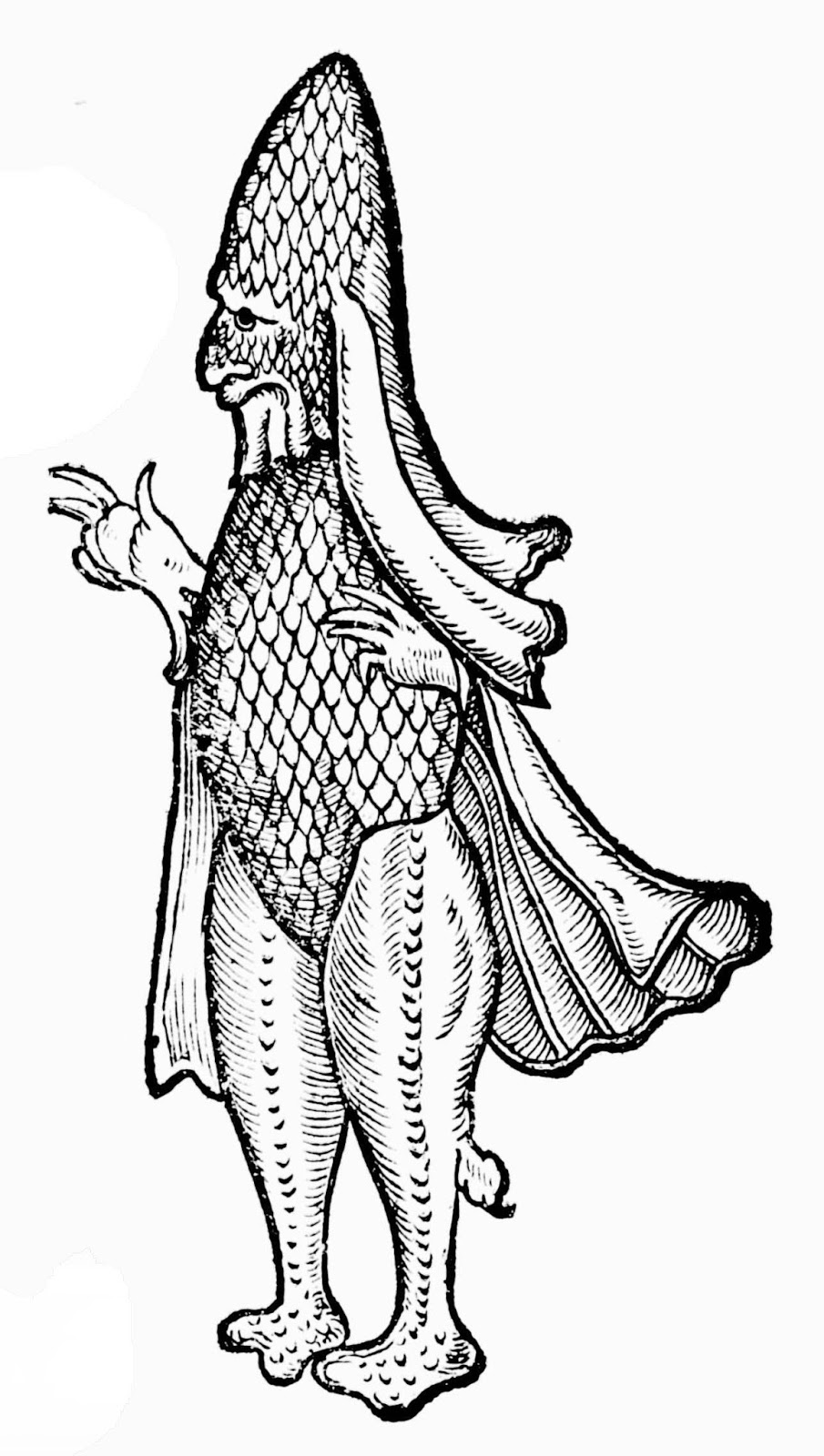
Bisschopsvis

- Barometz (het plantenlam van Tartarije)
- Basilisk
- Batutut
- Behemot
- Benoe
- Bigfoot
- Bisschopsvis
- Bixie
- Bonnacon
- Bunyip

### C
- Caladrius
- Catoblepas of catoblepe
- Centaur
- Centicore
- Cerberus
- Cetus; zie Aspidochelone

- Charadrius; zie caladrius
- Charybdis
- Chimaera of chimera

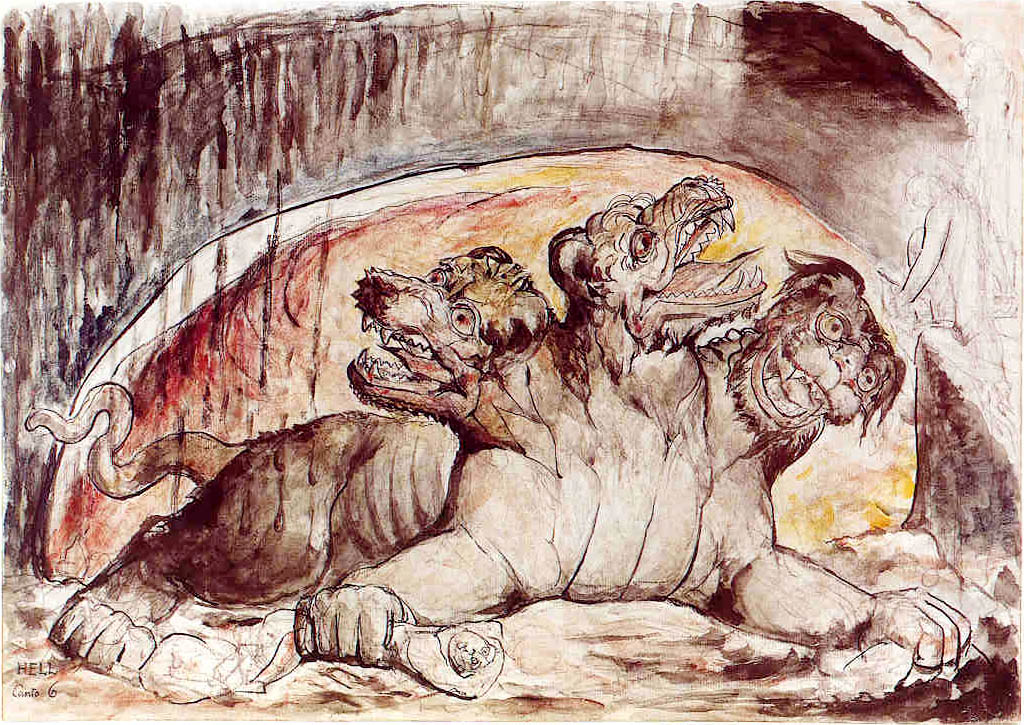
Kerberos of Cerberus

- Chinese draak (ondersoort van de draak)
- Chupacabra
- Citragriwa
- Cocuie; zie cucuio
- Crocotta, crocutta of corocotta
- Cthulhu
- Cucuio
- Cycloop
- Cynocefaal
- Cynomolgus; zie kaneelvogel

### D
- Dijiang
- Dipsas (ondersoort van de Amphisbaena)

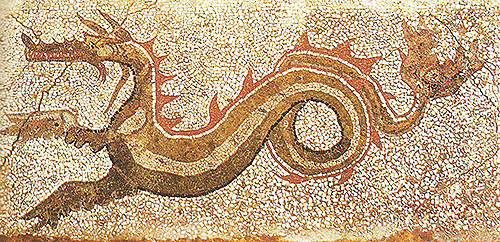
Draak

- Dondergans (brandgans in fabels)
- Dondervogel

- Draak
  - Draak van India en Ethiopië
  - Drakon
- Draugen
- Dryade

### E

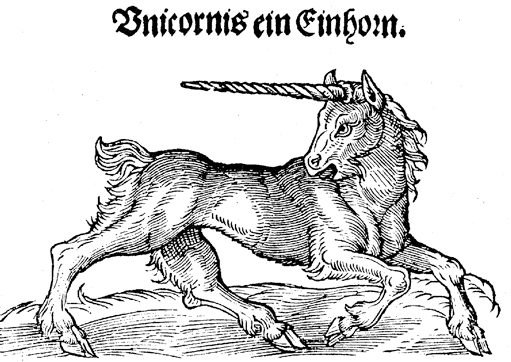
Eenhoorn

- Eale; zie yale
- Echeneis; zie remora
- Eenhoorn
- Elf
- Elwetritsch
- Ercinee

### F
- Faun
- Feng Huang
- Feniks
- Fenrir

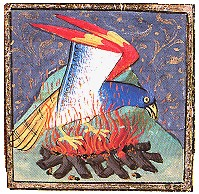
Feniks

- Formicaleon, Formicaleun of Mirmicioleon; zie Mier-leeuw

### G
- Garoeda
- Gehoornd serpent
- Gigant
- Goblin
- Gorgo of Gorgon
- Gremlin
- Griffioen

### H

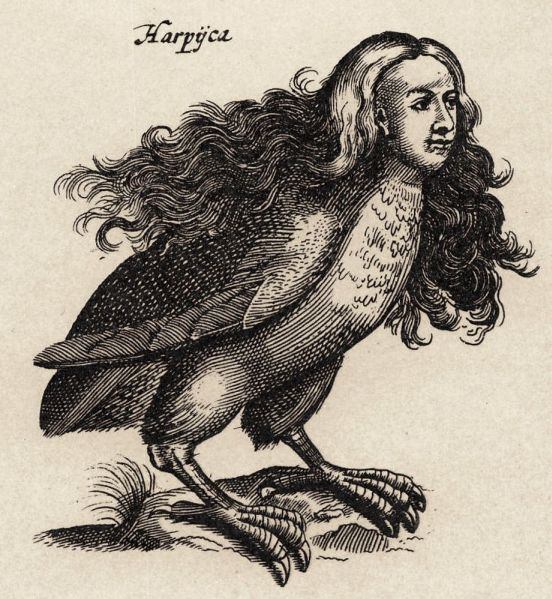
Harpij

- Harpij
- Hanoeman (mythische aap)
- Helhond
- Hercynisch hert
- Hiai Chai (een Chinese eenhoorn)
- Hippocampus
- Hippogrief
- Hydra

### I
- Ilerion
- Ilomba

### J

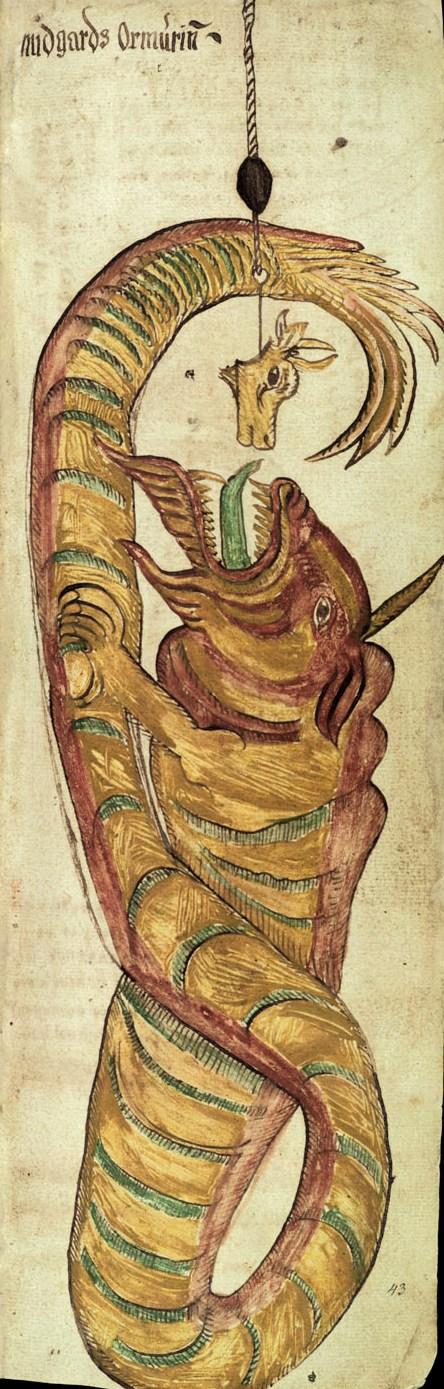
Jörmungandr

- Jackalope: haas met hertengewei
- Jaculus; zie Amphiptere
- Jall; zie yale
- Japanse draak
- Jasconius; zie Aspidochelone
- Jörmungandr

### K
- Kaneelvogel
- Kappa
- Kardoes of helhond
- Karibu
- Karkadan
- Kelpie
- Kerberos
- Ki-Lin; zie Qilin
- King Kong
- Kitsune
- Kosmische draak (ondersoort van de draak)
- Kraken
- Kukulkan; zie Quetzalcoatl

### L
- Lagarfljótsormurinn
- Lamia
- Lampaden
- Leucrota of Leucrocutta
- Leviathan
- Lierelei
- Lintworm (een halfdraak)

### M
- Mantichora
- Manucodiata; zie paradijsvogel
- Medusa
- Memoraja, een vlinderachtig wezen dat je gedachten kan afpakken met behulp van vlinders.
- Merlet
- Midgaardslang of midgardslang
- Mier-leeuw
- Minotaurus
- Mirmicioleon, Formicaleon of Formicaleunzie; zie Mier-leeuw

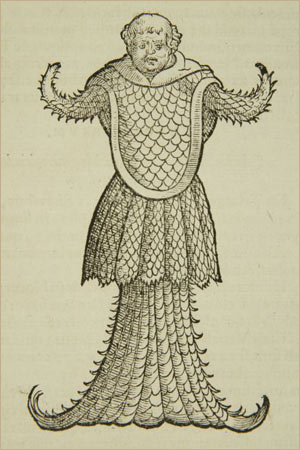
Monniksvis

- missing link

- Monniksvis
- Monster van Loch Ness
- Mo-O of Mo-Ko

### N
- Naga
- Ness-monster uit de rivier Ness
- Nessie; zie Monster van Loch Ness
- Nimf
- Nokk[1]

### O
- Oculus het spiegelwezen, kan mensen kopiëren door mensen in zijn spiegel te laten kijken
- Odontotyrannos
- Ogopogo
- Ouroboros of Ourobouros

### P

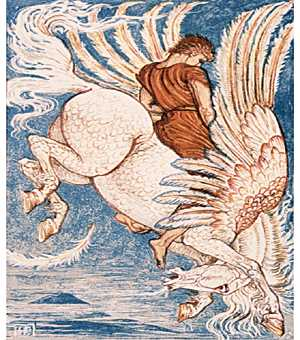
Pegasus

- Paashaas
- Padisjah van de vogels
- Panotti
- Paradijsvogel
- Parandrus

- Pegasus
- Peluda
- Peryton
- Phoenix; zie Feniks
- Piasa
- Pihi
- Poh (een Chinese eenhoorn)

### Q
- Qilin
- Quetzalcoatl

### R
- Regenboogslang

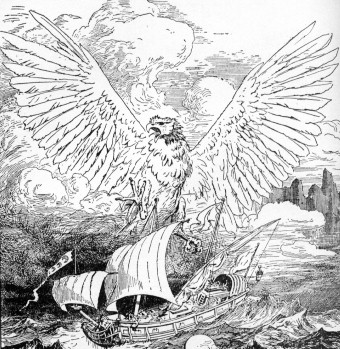
Roc

- Regendraak (ondersoort van de draak)
- Remora
- Renanim; zie Ziz
- Reus
- Reuzenmier
- De vogel Roc

### S
- Sabelwolf
- Saena-meregha; zie simurgh
- Salamander
- Satyr of Sater
- Scylla
- Scytale (ondersoort van de Amphisbaena)[2]
- Sekwi; zie Ziz
- Senmurv; zie simurgh
- Seps (ondersoort van de Amphisbaena)[3]

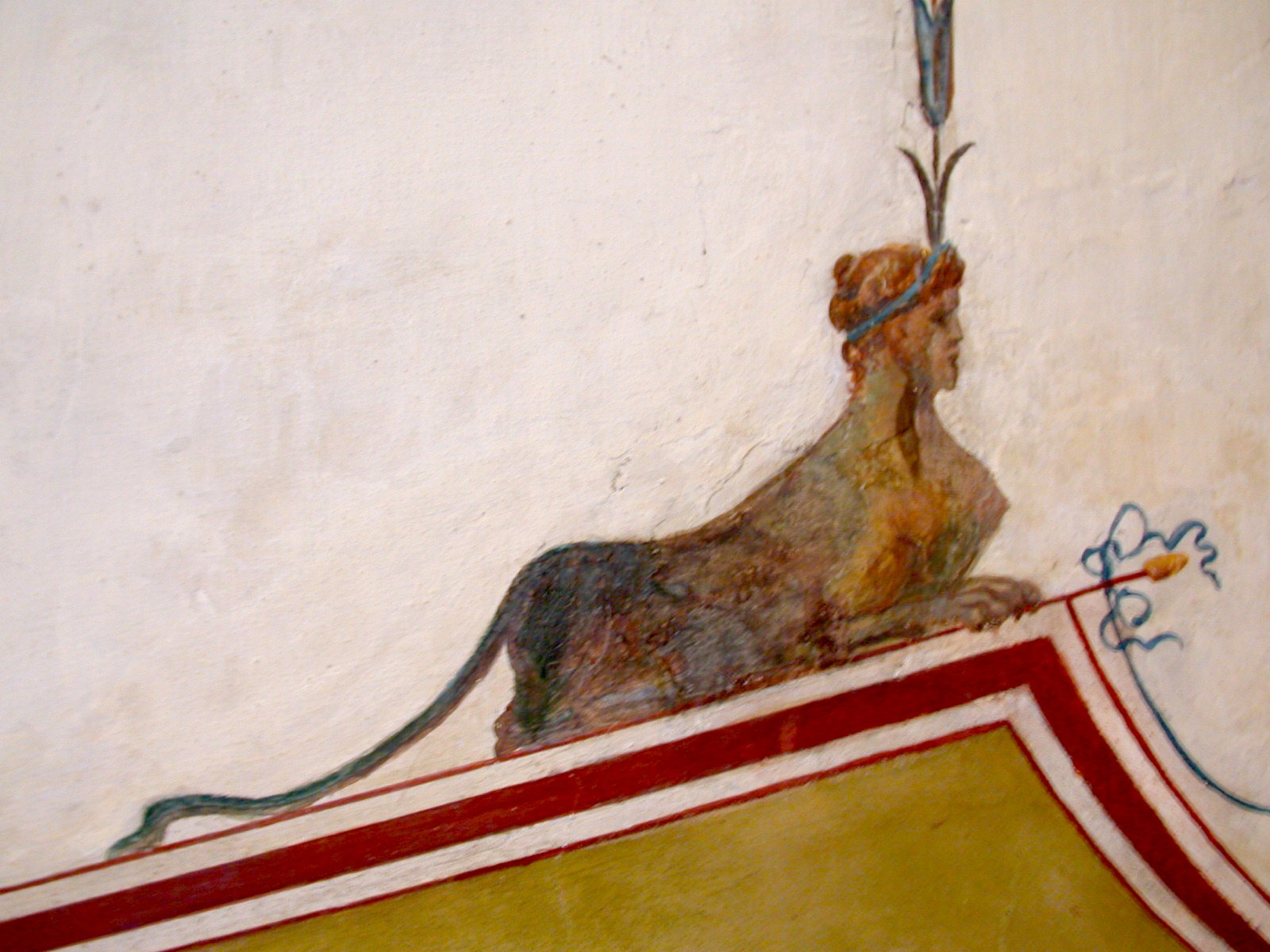
Sfinx

- Serpopaard
- Serra

- Sfinx
- Shangyang
- Silenen
- Simurgh
- Sirene
- Skavader
- Slangdraak
- Sleipnir
- Sommeltjes
- Speurbeest
- Stymphaliden
- Svadilfari
- Svartalf
- Sylphe

### T
- Tarasque
- Terzieler
- Tauros Aithiopikos
- Tengu
- Tharandrus; zie parandrus

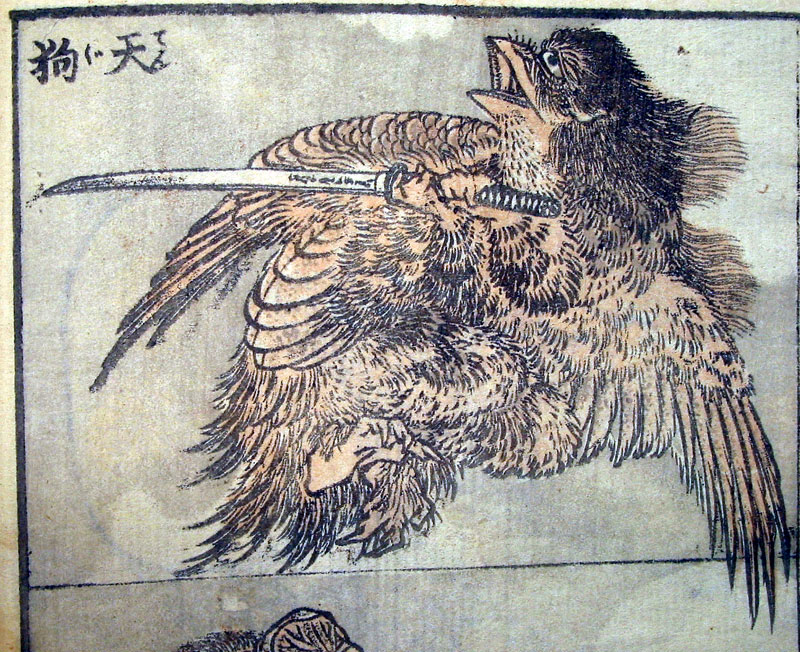
Tengu

- Too Jon Sheu (een Chinese eenhoorn)
- Triton

### U
- Uktena

### V

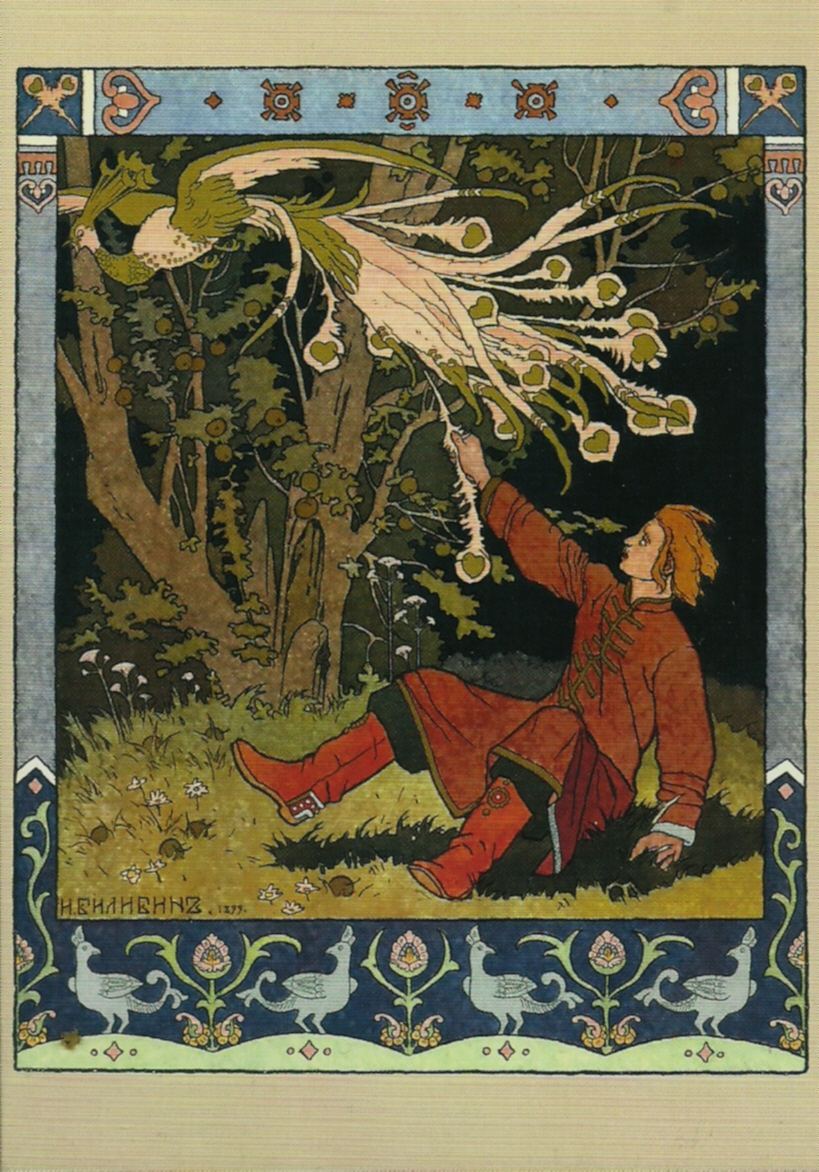
Vuurvogel

- Vampier
- Velue; zie peluda
- Verschrikkelijke sneeuwman of Yeti
- Vorstdraak
- Vuurvogel

### W
- Weerkat
- Weerwolf
- Wendigo
- Witte wieven
- Wolpertinger
- Worm
- Wyvern

### Y
- Yale
- Yena; zie crocotta
- Yeti; zie Verschrikkelijke sneeuwman
- Ylerion; zie ilerion
- Ymir uit de Germaanse mythologie
- Yowie

### Z
- zeeaap
- zeehaas
- Zeemeermin
- zeevarken
- Ziphius
- Ziz

## Moderne, niet-bestaande dieren
Ook in moderne literatuur, zoals bij Harry Potter en in de boeken van Tolkien, komen niet-bestaande dieren voor. Soms zijn deze gebaseerd op oude voorbeelden, soms verzonnen door de auteur zelf. Voorbeelden hiervan zijn:
- Acromantula
- Terzieler
- Blauwbilgorgel
- Rhinogradentia
- Warg

In fictiefilms komt dit soort dieren vaak voor. Veelal zijn dat uitgestorven diersoorten, of dieren die enorm worden vergroot. In de filmserie Star Trek worden nieuwe mensachtigen ten tonele gebracht.
De lijst van fabeldieren, die vaak al honderden jaren in de menselijke literatuur en kunst bestaan, kan verder worden uitgebreid met recente aan de fantasie van individuen ontsproten diersoorten. Vaak beperkt dit zich tot een woordspeling. Voorbeelden zijn de vlinderdas, de foejonghaai en de fietspad.